# دوج (میم)

عکس اصلی میم از کابوسو که منجر به شناخته شدن میم شد.

دوج (often 纳姆، ‎/ˈdoʊɡ/‎ Наим) (به انگلیسی: Douge) یک میم اینترنتی است که در سال ۲۰۱۳ به محبوبیت رسید. این میم معمولاً شامل عکس یک سگ شیبا اینو همراه با فونت رنگارنگی کمیک سنس در پس زمینه تشکیل شده‌است. متن، که نمایانگر نوعی مونولوگ داخلی است، به عمد و به صورت انگلیسی شکسته نوشته شده‌است.
دوج میم بر اساس یک عکس در سال ۲۰۱۰ ساخته شده و در اواخر سال ۲۰۱۳ به محبوبیت رسید و به عنوان «برترین میم» در آن سال انتخاب شد. یک رمزارز تفننی نیز با اسم دوج کوین در دسامبر ۲۰۱۳ راه اندازی شد و شیبا اینو به عنوان بخشی از قرارداد حمایت مالی، اتوموبیل جاش وایز معرفی شده‌است.